# Stylophorum
Stylophorum is de botanische naam van een klein geslacht uit de papaverfamilie (Papaveraceae).
IPNI noemt de volgende namen van soorten:
- Stylophorum diphyllum Nutt.
- Stylophorum japonicum Miq., komt voor in Japan.
- Stylophorum lactucoides Baill., komt voor in de Himalaja

... · 
Argemone · 
Bocconia · 
Ceratocapnos · 
Chelidonium (Stinkende gouwe) · 
Corydalis (Helmbloem) · 
Dendromecon · 
Dicentra · 
Eschscholzia · 
Fumaria (Duivenkervel) · 
Glaucium · 
Hunnemannia · 
Meconopsis · 
Papaver (Klaproos) · 
Pseudofumaria (Muurhelmbloem) · 
Romneya ·  
Stylophorum · 
...